# Sinagoga Tiferet Israel
La Sinagoga Tiféret Israel és un temple religiós situat en la Parròquia El Recreo del Municipi Libertador, proper a la Plaça Veneçuela de la ciutat de Caracas, capital de Veneçuela. És també la seu de l'Associació Israelita de Veneçuela (AIV).

## Història
El 1954 es va arribar a un acord per comprar un terreny en la Urbanització Maripérez de Caracas, amb la finalitat de construir una sinagoga nova per reemplaçar a la que va ser enderrocada com a part de la construcció de l'Avinguda Bolívar, la principal de la ciutat. El 1956, finalment es va col·locar la primera pedra, el 1963 va ser formalment inaugurada i oberta al públic, i des de llavors ha servit com a temple religiós de la comunitat hebrea de Caracas.
A finals de gener de 2009, la sinagoga va ser profanada, causant destrosses en les àrees de resos i en les oficines administratives. Els danys van ser reparats, i les recerques van determinar que es va tractar d'un robatori pel qual va ser condemnada a presó una exfuncionària del CICPC. En total el ministeri públic va acusar 6 persones (3 civils i 3 expolicies), mentre que el Tribunal número 5° de Judici de l'Àrea Metropolitana de Caracas els va condemnar per robatori agreujat, acte de menyspreu contra culte religiós i associació per cometre un delicte.